# Parigi-Nizza 1970
La Parigi-Nizza 1970, ventottesima edizione della corsa, si svolse dall'8 al 16 marzo 1970 su un percorso di 1410,5 km ripartiti in otto tappe (la settima e l'ottava suddivise in due semitappe) più un cronoprologo. Fu vinta dal belga Eddy Merckx della Faemino-Faema che bissò il successo dell'anno precedente e si impose in 37h23'27" davanti allo spagnolo Luis Ocaña e all'olandese Jan Janssen.

## Tappe
| Tappa  | Data     | Percorso                              | km      | Vincitore di tappa | Leader cl. generale |
| ------ | -------- | ------------------------------------- | ------- | ------------------ | ------------------- |
| Pr.    | 8 marzo  | Vincennes (cron. a squadre)           | 3       | Caballero-Laurens  | Leo Duyndam         |
| 1ª     | 9 marzo  | Dourdan > Joigny                      | 141     | Cipriano Chemello  | Cipriano Chemello   |
| 2ª     | 10 marzo | Joigny > Autun                        | 226     | Ole Ritter         | Ole Ritter          |
| 3ª     | 11 marzo | Autun > Saint-Étienne                 | 208     | Eddy Merckx        | Eddy Merckx         |
| 4ª     | 12 marzo | Saint-Étienne > Bollène               | 198     | Eric Leman         | Eddy Merckx         |
| 5ª     | 13 marzo | Bollène > Plan-de-Cuques              | 220     | Rudi Altig         | Eddy Merckx         |
| 6ª     | 14 marzo | Plan-de-Cuques > Hyères               | 125     | Jan Janssen        | Eddy Merckx         |
| 7ª-1ª  | 15 marzo | Hyères > Sainte Maxime                | 73      | Guido Reybrouck    | Eddy Merckx         |
| 7ª-2ª  | 15 marzo | Sainte Maxime > Seillans              | 99      | Eddy Merckx        | Eddy Merckx         |
| 8ª-1ª  | 16 marzo | Seillans > Nizza                      | 108     | Adriano Pella      | Eddy Merckx         |
| 8ª-2ª  | 16 marzo | Nizza > La Turbie (cron. individuale) | 9,5     | Eddy Merckx        | Eddy Merckx         |
| Totale | Totale   | Totale                                | 1 410,5 |                    |                     |

## Dettagli delle tappe

### Prologo
- 8 marzo: Vincennes > Vincennes (cron. a squadre) – 3 km

| Pos. | Squadra           | Tempo |
| ---- | ----------------- | ----- |
| 1    | Caballero-Laurens | 4'58" |
| 2    | Sonolor-Lejeune   | a 1"  |
| 3    | Salvarani         | a 7"  |

| Pos. | Corridore   | Squadra   | Tempo |
| ---- | ----------- | --------- | ----- |
| 1    | Leo Duyndam | Caballero | 4'58" |

### 1ª tappa
- 9 marzo: Dourdan > Joigny – 141 km

| Pos. | Corridore         | Squadra   | Tempo    |
| ---- | ----------------- | --------- | -------- |
| 1    | Cipriano Chemello | Salvarani | 4h02'55" |
| 2    | Guido Reybrouck   | Germanvox | s.t.     |
| 3    | Cyrille Guimard   | Fagor     | s.t.     |

| Pos. | Corridore         | Squadra   | Tempo |
| ---- | ----------------- | --------- | ----- |
| 1    | Cipriano Chemello | Salvarani |       |

### 2ª tappa
- 10 marzo: Joigny > Autun – 226 km

| Pos. | Corridore       | Squadra       | Tempo    |
| ---- | --------------- | ------------- | -------- |
| 1    | Ole Ritter      | Germanvox     | 5h41'25" |
| 2    | Eric Leman      | Flandria-Mars | a 4"     |
| 3    | Guido Reybrouck | Germanvox     | s.t.     |

| Pos. | Corridore  | Squadra   | Tempo |
| ---- | ---------- | --------- | ----- |
| 1    | Ole Ritter | Germanvox |       |

### 3ª tappa
- 11 marzo: Autun > Saint-Étienne – 208 km

| Pos. | Corridore        | Squadra   | Tempo    |
| ---- | ---------------- | --------- | -------- |
| 1    | Eddy Merckx      | Faemino   | 5h14'29" |
| 2    | Giuseppe Milioli | Germanvox | a 52"    |
| 3    | Guido Reybrouck  | Germanvox | a 55"    |

| Pos. | Corridore   | Squadra | Tempo |
| ---- | ----------- | ------- | ----- |
| 1    | Eddy Merckx | Faemino |       |

### 4ª tappa
- 12 marzo: Saint-Étienne > Bollène – 198 km

| Pos. | Corridore       | Squadra       | Tempo    |
| ---- | --------------- | ------------- | -------- |
| 1    | Eric Leman      | Flandria-Mars | 5h06'29" |
| 2    | Guido Reybrouck | Germanvox     | s.t.     |
| 3    | Marino Basso    | Molteni       | s.t.     |

| Pos. | Corridore   | Squadra | Tempo |
| ---- | ----------- | ------- | ----- |
| 1    | Eddy Merckx | Faemino |       |

### 5ª tappa
- 13 marzo: Bollène > Plan-de-Cuques – 220 km

| Pos. | Corridore       | Squadra   | Tempo    |
| ---- | --------------- | --------- | -------- |
| 1    | Rudi Altig      | GBC       | 5h54'54" |
| 2    | Cyrille Guimard | Fagor     | s.t.     |
| 3    | Guido Reybrouck | Germanvox | s.t.     |

| Pos. | Corridore   | Squadra | Tempo |
| ---- | ----------- | ------- | ----- |
| 1    | Eddy Merckx | Faemino |       |

### 6ª tappa
- 14 marzo: Plan-de-Cuques > Hyères – 125 km

| Pos. | Corridore   | Squadra | Tempo    |
| ---- | ----------- | ------- | -------- |
| 1    | Jan Janssen | Bic     | 4h02'51" |
| 2    | Eddy Merckx | Faemino | s.t.     |
| 3    | Luis Ocaña  | Bic     | a 4"     |

| Pos. | Corridore   | Squadra | Tempo |
| ---- | ----------- | ------- | ----- |
| 1    | Eddy Merckx | Faemino |       |

### 7ª tappa - 1ª semitappa
- 15 marzo: Hyères > Sainte Maxime – 73 km

| Pos. | Corridore          | Squadra   | Tempo    |
| ---- | ------------------ | --------- | -------- |
| 1    | Guido Reybrouck    | Germanvox | 1h57'19" |
| 2    | Harry Jansen       | Sonolor   | s.t.     |
| 3    | M. Van Den Bossche | Molteni   | s.t.     |

| Pos. | Corridore   | Squadra | Tempo |
| ---- | ----------- | ------- | ----- |
| 1    | Eddy Merckx | Faemino |       |

### 7ª tappa - 2ª semitappa
- 15 marzo: Sainte Maxime > Seillans – 99 km

| Pos. | Corridore          | Squadra | Tempo    |
| ---- | ------------------ | ------- | -------- |
| 1    | Eddy Merckx        | Faemino | 2h22'55" |
| 2    | Jan Janssen        | Bic     | s.t.     |
| 3    | M. Van Den Bossche | Molteni | s.t.     |

| Pos. | Corridore   | Squadra | Tempo |
| ---- | ----------- | ------- | ----- |
| 1    | Eddy Merckx | Faemino |       |

### 8ª tappa - 1ª semitappa
- 16 marzo: Seillans > Nizza – 108 km

| Pos. | Corridore        | Squadra   | Tempo    |
| ---- | ---------------- | --------- | -------- |
| 1    | Adriano Pella    | Germanvox | 2h39'19" |
| 2    | Rolf Wolfshohl   | Fagor     | s.t.     |
| 3    | Ferdinand Bracke | Peugeot   | s.t.     |

| Pos. | Corridore   | Squadra | Tempo |
| ---- | ----------- | ------- | ----- |
| 1    | Eddy Merckx | Faemino |       |

### 8ª tappa - 2ª semitappa
- 16 marzo: Nizza > La Turbie (cron. individuale) – 9 km

| Pos. | Corridore        | Squadra | Tempo  |
| ---- | ---------------- | ------- | ------ |
| 1    | Eddy Merckx      | Faemino | 20'14" |
| 2    | Raymond Poulidor | Fagor   | a 50"  |
| 3    | Luis Ocaña       | Bic     | a 54"  |

| Pos. | Corridore   | Squadra | Tempo     |
| ---- | ----------- | ------- | --------- |
| 1    | Eddy Merckx | Faemino | 37h23'27" |
| 2    | Luis Ocaña  | Bic     | a 2'14"   |
| 3    | Jan Janssen | Bic     | a 2'24"   |

## Classifiche finali

### Classifica generale
| Pos. | Corridore              | Squadra                  | Tempo     |
| ---- | ---------------------- | ------------------------ | --------- |
| 1    | Eddy Merckx            | Faemino-Faema            | 37h23'27" |
| 2    | Luis Ocaña             | Bic                      | a 2'14"   |
| 3    | Jan Janssen            | Bic                      | a 2'24"   |
| 4    | Raymond Poulidor       | Fagor-Mercier-Hutchinson | a 3'02"   |
| 5    | Lucien Aimar           | Sonolor-Lejeune          | a 3'55"   |
| 6    | Cyrille Guimard        | Fagor-Mercier-Hutchinson | a 4'10"   |
| 7    | Christian Raymond      | Peugeot-BP-Michelin      | a 4'37"   |
| 8    | Martin Van Den Bossche | Molteni                  | a 5'21"   |
| 9    | Gilbert Bellone        | Sonolor-Lejeune          | a 5'39"   |
| 10   | José Catieau           | Sonolor-Lejeune          | a 5'40"   |